# Камза (футбольный клуб)
«Камза» (алб. KS Kamza) — албанский футбольный клуб из одноимённого города, выступающий в Суперлиге Албании. Основан 10 сентября 1936 года (по другим данным в 1940 или 1947 году), под именем «Дажти Камёз». Домашние матчи проводит на стадионе «Камез», вмещающем 5 500 зрителей. Лучшим результатом клуба в чемпионате Албании являются 3-е места в Первой лиге сезонах 2009/10 и 2010/11. В сезоне 2011/12 «Камза» дебютировал в Суперлиге Албании, однако занял лишь 11-е место и уступил «Бесе» (четвёртой команде Первого дивизиона) в переходном матче.

## Основные даты в истории клуба
- 1936 — первое основание клуба под именем «Дайти Камёз»
- 1990 — переименование клуба в «Камёз»
- 2001 — переименование клуба в «Дайти Камёз»
- 2009 — переименование клуба в «Камза»
- 2011 — дебют в Суперлиге Албании